# Държавно устройство на Хондурас
Хондурас е президентска република.

## Изпълнителна власт

### Президент
Президентът на Хондурас е едновременно държавен глава и ръководител на правителството, избира се за срок от 4 години, без възможност за преизбиране.

## Законодателна власт
Законодателната власт в Хондурас е представена от еднокамарен парламент (Национален конгрес), съставен от 128 депутата, избирани за срок от 4 години.